# Іоністор

Порівняння конструктивних схем трьох конденсаторів. Зліва: «звичайний» конденсатор, в середині: електролітичний, справа: іоністор

Іоністор (супер-конденсатор, ультра-конденсатор) — конденсатор з органічним або неорганічним електролітом, «обкладками» в якому служить подвійний електричний шар на межі розділу електрода і електроліту.
У зв'язку з тим, що товщина подвійного електричного шару (тобто відстань між «обкладками» конденсатора) дуже мала, накопичена іоністором енергія вища в порівнянні зі звичайними конденсаторами того ж розміру. До того ж, використання подвійного електричного шару замість звичайного діелектрика дозволяє набагато збільшити площу поверхні електрода (наприклад, шляхом використання пористих матеріалів, таких, як активоване вугілля або спінені метали). Питома ємність іоністора  сягає десятка фарад/куб. см, при номінальній напрузі 2-4 вольта.

## Історія створення
Перший конденсатор з подвійним шаром на пористих вугільних електродах був запатентований в 1957 році фірмою General Electric . Так як точний механізм до того моменту часу був не зрозумілий, було припущено, що енергія запасається в порах на електродах, що вказує на «надзвичайно високу ємність». Трохи пізніше, в 1966 фірма Standard Oil of Ohio, Cleveland (SOHIO), USA запатентувала елемент, який зберігав енергію в подвійному шарі. .
У результаті невеликих продажів, в 1971 році SOHIO передала ліцензію фірмі NEC, якій вдалося вдало просунути продукт на ринку під ім'ям «Supercapacitor» (Суперконденсатор). У 1978 році фірма Panasonic випустила на ринок «Gold capacitor» («Gold Cap») «Золотий конденсатор», що працює на тому ж принципі. Ці конденсатори мали відносно високий внутрішній опір, що обмежує віддачу енергії, тому що ці конденсатори застосовувалися тільки як накопичувальні батареї для SRAM.
Перші іоністори з малим внутрішнім опором для застосування в потужних схемах були розроблені фірмою PRI в 1982 році. На ринку ці іоністори з'явилися під ім'ям «PRI Ultracapacitor».

## Переваги

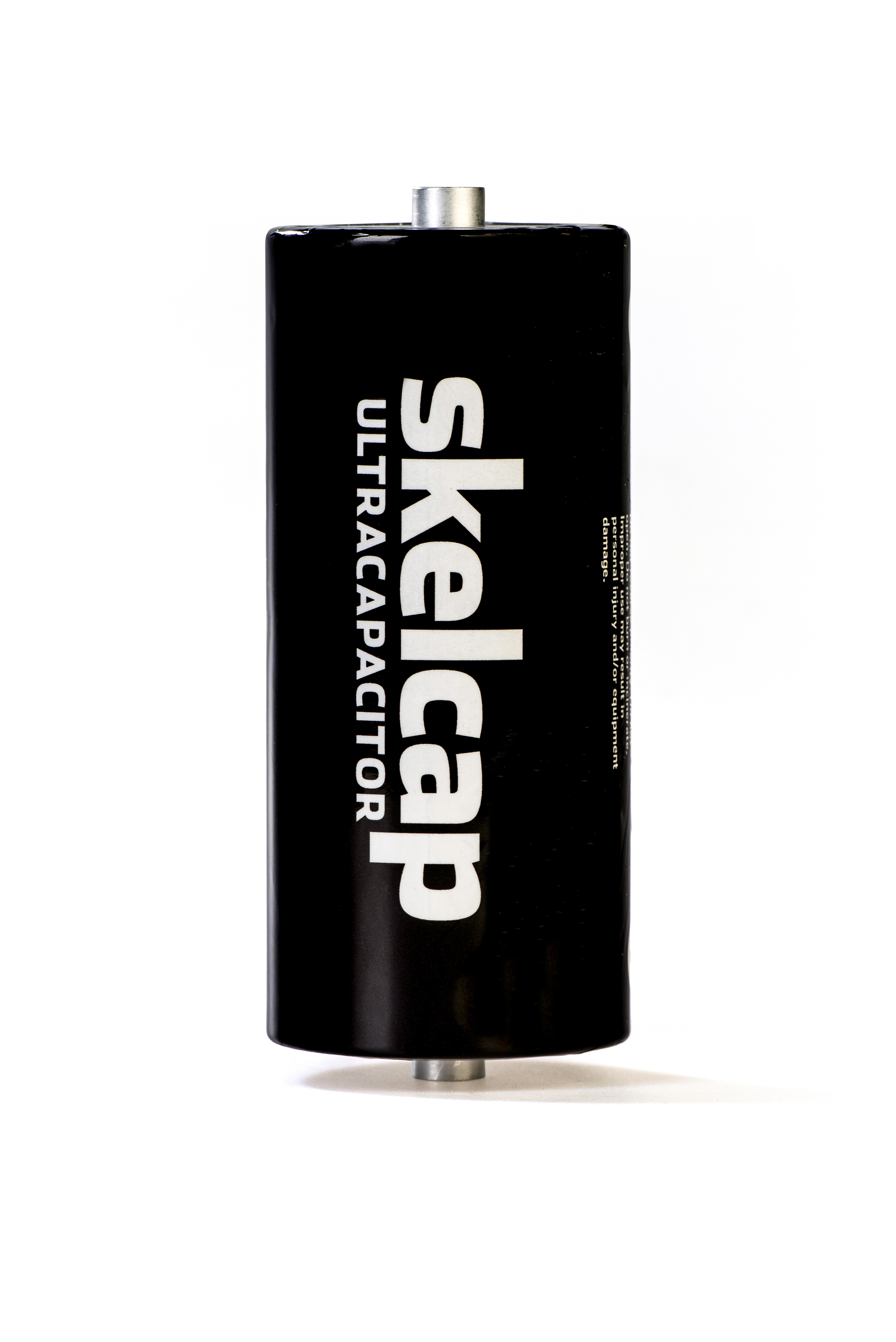
Іоністор

З появою іоністорів стало можливим використовувати конденсатори в електричних колах не тільки як перетворюючий елемент, але і як джерело струму.
Такі елементи мають декілька переваг над звичайними хімічними джерелами струму — гальванічним елементами та акумуляторами:
- Високі швидкості заряду й розряду.
- Простота зарядного пристрою
- Мала деградація навіть після сотень тисяч циклів заряду / розряду.
- Мала вага в порівнянні з електролітичними конденсаторами подібної ємності
- Низька токсичність матеріалів.
- Висока ефективність (ккд більше 95%).
- Неполярні (хоча на іоністорах і зазначені «+» і «-», це робиться для позначення полярності залишкової напруги після його заряду на заводі-виробнику).

## Недоліки
- Питома енергія менша, ніж у традиційних джерел (1-3 Вт·год/кг при 30-40 Вт·год/кг для батарейок).
- Напруга залежить від ступеня зарядженості.
- Можливість вигоряння внутрішніх контактів при короткому замиканні.
- Малий термін служби (сотні годин) на граничних напругах заряду.
- Великий внутрішній опір в порівнянні з традиційними конденсаторами (50-100 Ом у іоністора 1Ф x 5,5 В)
- Значно більший, у порівнянні з акумуляторами саморозряд: близько 1 мкА у іоністора 2Ф x 2.5В[3]

## Густина енергії
Густина енергії іоністорів залежить від конструкції. Наприклад, густина енергії іоністора ELNA 1 Ф x 5.5 В масою 4.1 г становить 3600 Дж/кг, або 1Вт·год/кг. Це в 200 разів менше, ніж густина енергії літій-іонних акумуляторів, і в 5,6 разів більше від густини енергії електролітичного конденсатора
Густина потужності іоністора залежить від внутрішнього опору. У того ж іоністора ELNA 1Ф x 5.5В внутрішній опір становить 30 мОм. Максимальна потужність, яку можна отримати від джерела енергії досягається при опорі навантаження рівному внутрішнього опору. Таким чином, максимальна потужність, яку можна отримати від даного іоністора становить 61 кВт / кг. Для порівняння, такий параметр у пускового свинцевого акумулятора становить 300Вт/кг
В 1997 дослідники з CSIRO розробили супер-конденсатор, який міг зберігати великий заряд за рахунок використання плівкових полімерів як діелектрика. Електроди були виготовлені з вуглецевих нанотрубок. У звичайних конденсаторів питома енергія становить 0,5 Вт·год/кг, а у конденсаторів PET вона була в 4 рази більшою. 
В 2008 році індійські дослідники розробили дослідний зразок іоністора на основі графенових електродів, що має питому енергоємність до 32 Вт·год/кг, порівнянну з такою для свинцево-кислотних акумуляторів (30-40 Вт·год/кг) .
Термін служби іоністорів великий. Проводилися дослідження з визначення максимального числа циклів заряд-розряд. Після 100000 циклів не спостерігалося погіршення характеристик. Згідно з недавніми заявами співробітників MIT, іоністори можуть незабаром замінити звичайні акумулятори. Крім того, в 2009 році були проведені випробування акумулятора на основі іоністора, в якому в пористий матеріал були введені наночастинки заліза. Отриманий подвійний електричний шар пропускав електрони вдвічі швидше за рахунок створення «тунельного ефекту».

## Недавні відкриття у сфері мікро-суперконденсарів
Використання мініатюрних суперконденсаторів (конденсаторів великої місткості) як заміна акумуляторних батарей може значно підвищити термін служби майбутніх мобільних телефонів, портативних комп'ютерів і іншої електронної техніки. Це, ймовірно, стане можливим завдяки дослідженням, проведеним групою учених з Університету Дрекселя (Drexel University) у Філадельфії, які розробили нову технологію виробництва мініатюрних суперконденсаторів, використовуючи методику мікрообробки матеріалів, подібну якою використовують для виробництва мікрокристалів напівпровідникових електронних приладів.
Акумуляторні батареї накопичують енергію, використовуючи хімічні реакції між реактивами, що входять до складу їх електроліту. Завдяки цьому вони зазвичай мають більшу енергетичну місткість, аніж конденсатори. Але конденсатори накопичують енергію просто у вигляді електричного заряду, не піддаючи змінам свою внутрішню структуру. Саме тому вони можуть без втрати ємності винести мільйони циклів зарядки і розряду, тоді як акумуляторні батареї витримують від тисячі до декількох тисяч таких циклів.
Технологія виробництва мініатюрних суперконденсаторів, спільно розроблена Юрієм Гогоці (Yury Gogotsi) з Університету Дрекселя і Джоном Чміола (John Chmiola), хіміком з Національної лабораторії Лоуренса в Берклі, полягає в тому, що відбувається травлення електродів з вуглецевої плівки, нанесеної на підкладку з карбіду титану. Отримана таким чином поверхня електродів (обкладань) конденсаторів має велику площу, завдяки чому нові суперконденсатори мають місткість вдвічі вищу, ніж виготовлені за іншою технологією конденсатори великої місткості. Удвічі вища місткість конденсатора пояснюється тим, що конденсатор зможе накопичити вдвічі більше енергії.
Вбудувавши такі мікроконденсатори великої місткості прямо в схеми електронних пристроїв можна значно зменшити габарити і вагу цих пристроїв. Крім цього, завдяки унікальним електричним властивостям суперконденсаторів, ці електронні пристрої функціонуватимуть довше не викликаючи потреби заміни старої акумуляторної батареї на нову. Такі конденсатори великої місткості, що працюють паралельно із звичайними акумуляторними батареями, зможуть знайти застосування в системах зберігання енергії, отриманої від поновлюваних джерел енергії, значно підвищуючи ресурс акумуляторних батарей.
У подальших планах учених, які продовжують роботу по вдосконаленню розробленої технології, на першому плані стоїть досягнення ємності суперконденсаторів, порівняної з емністю акумуляторних батарей схожих габаритних розмірів. Вони сподіваються, що як тільки це їм вдасться, зважаючи на практично невичерпний ресурс конденсаторів, ринок електронних пристроїв, електричних автомобілів і безпілотних літальних апаратів чекає «акумуляторна» революція.